# Championnats d'Amérique du Sud juniors d'athlétisme 2017
Navigation
Championnats d'Amérique du Sud juniors 2015 Championnats d'Amérique du Sud juniors 2019
La 42e édition des Championnats d'Amérique du Sud juniors d'athlétisme se déroule les 3 et 4 juin 2017 à Leonora, îles d'Essequibo-Demerara occidental, au Guyana.

## Résultats

### Messieurs
| Event                        | Or                                                                             | Or             | Argent                                                                 | Argent         | Bronze                                                                          | Bronze         |
| ---------------------------- | ------------------------------------------------------------------------------ | -------------- | ---------------------------------------------------------------------- | -------------- | ------------------------------------------------------------------------------- | -------------- |
| 100 m -1,6 m/s               | Compton Caesar Guyana                                                          | 10 s 37        | Derick Silva Brésil                                                    | 10 s 45        | Daniel Londero Argentine                                                        | 10 s 70        |
| 200 m                        | Derick Silva Brésil                                                            | 20 s 92        | Compton Caesar Guyana                                                  | 21 s 45        | Enzo Faulbaum Chili                                                             | 21 s 55        |
| 400 m                        | Miguel Shepper Suriname                                                        | 47 s 90        | Daniel Williams Guyana                                                 | 48 s 24        | Mateo Pascual Uruguay                                                           | 48 s 30        |
| 800 m                        | Jeferson dos Santos Brésil                                                     | 1 min 56 s 35  | Samuel Lynch Guyana                                                    | 1 min 57 s 26  | Anfernee Headecker Guyana                                                       | 1 min 57 s87   |
| 1500 m                       | Jeferson dos Santos Brésil                                                     | 4 min 0 s 95   | José Zabala Argentine                                                  | 4 min 2 s 51   | Anfernee Headecker Guyana                                                       | 4 min 2 s 81   |
| 5000 m                       | Daniel do Nascimento Brésil                                                    | 14 min 53 s 71 | Yuri Labra Pérou                                                       | 14 min 54 s 24 | Carlos Hernández Colombie                                                       | 14 min 56 s 33 |
| 10 000 m                     | Daniel do Nascimento Brésil                                                    | 31 min 1 s 64  | Yuri Labra Pérou                                                       | 32 min 13 s 78 | Omar Ramos Pérou                                                                | 35 min 39 s 20 |
| 110 m haies (99 cm) -1.9 m/s | Marcos Herrera Équateur                                                        | 13 s 58        | Vittor Souza Brésil                                                    | 13 s 87        | Diego Vivas Colombie                                                            | 13 s 99        |
| 400 m haies                  | Caio Giovani Martins Brésil                                                    | 54 s 78        | Eher Ali Romana Colombie                                               | 55 s 65        | Terrence Fraser Guyana                                                          | 58 s 07        |
| 3000 m steeple               | Walace Caldas Brésil                                                           | 9 min 26 s 40  | Edwar Condori Pérou                                                    | 9 min 33 s 20  | Alexander Huanca Pérou                                                          | 9 min 35 s 40  |
| 4 × 100 m                    | Brésil Cleverson Pereira Junior Gabriel Oliveira Derick Silva Vittor Souza     | 41 s 29        | Guyana Daniel Williams Tyrell Peters Ryan Bramble Compton Caesar       | 41 s 30        | Colombie Juan David Moreno Diego Vivas Samuel Mauricio González Yeimer Palacios | 42 s 38        |
| 4 × 400 m relay              | Colombie Nicolas Salinas Manuel Henao Eher Ali Romana Samuel Mauricio González | 3 min 20 s 85  | Suriname Bargalvio Sallesman Miguel Shepper Astrando Piñas Daniel Peng | 3 min 33 s 91  | Argentine Lautaro Benitez Valentin Della ? José Zabala                          | 3 min 35 s 94  |
| 10 000 m marche              | Jhonathan Amores Équateur                                                      | 45 min 34 s 90 | César Herrera Colombie                                                 | 45 min 56 s 70 | Matheus Correa Brésil                                                           | 46 min 12 s 50 |
| Hauteur                      | Luan Barbosa de Souza Brésil                                                   | 1,95 m         | Tortque Boyce Guyana                                                   | 1,90 m         | Daniel Williams Guyana                                                          | 1,90 m         |
| Longueur                     | José Luis Mandros Pérou                                                        | 7,91 m         | Yeimer Palacios Colombie                                               | 7,69 m         | Gabriel Oliveira Brésil                                                         | 7,62 m         |
| Triple saut                  | Frixon Chila Équateur                                                          | 15,76 m        | Arnovis Dalmero Colombie                                               | 15,64          | Geiner Moreno Colombie                                                          | 14,95          |
| Poids (6 kg)                 | Saymon Hoffmann Brésil                                                         | 16,57 m        | Claudio Romero Chili                                                   | 16,48          | Luis Córdoba Colombie                                                           | 15,84          |
| Disque (1.75 kg)             | Saymon Hoffmann Brésil                                                         | 54,59 m        | Wellinton da Cruz Filho Brésil                                         | 53.91          | Claudio Romero Chili                                                            | 52.23          |
| Marteau (6 kg)               | Alencar Pereira Brésil                                                         | 71,42 m        | Roberto Montiel Chili                                                  | 66,31          | 2 participants                                                                  |                |
| Javelot                      | Pedro Henrique Rodrigues Brésil                                                | 69,71 m        | Tramaine Beckles Guyana                                                | 53.41          | Timothy Sealey Guyana                                                           | 48.93          |
| Décathlon (junior)           | Ignacio Sánchez Pérou                                                          |                | Dennies Roberts Guyana                                                 | 4 936 pas      | [[]] {{}}                                                                       |                |
|                              |                                                                                |                |                                                                        |                |                                                                                 |                |